# Армиларна сфера
Армиларната сфера (на латински: armilla – гривна, пръстен) е модел на обекти на небесната сфера, изобразен като поредица от пръстени, центрирани около Земята или Слънцето, които представляват линии на небесната координатна система и други астрономически важни характеристики като еклиптиката. Като такъв той се различава от небесния глобус, който е гладка сфера, чиято основна цел е да картографира съзвездията. Изобретен е отделно в древна Гърция и древен Китай, с по-късно използване в ислямския свят и средновековна Европа.
Армиларната сфера бива:
- Птолемеева – с център Земята
- Коперникова – с център Слънцето

## История
През цялата китайска история астрономите са създавали небесни глобуси (на китайски: 渾象), за да подпомогнат изследването на звездите. Китайците също са използвали армиларната сфера в помощ на календарни и аритметични изчисления.
Според Нийдъм най-ранното развитие на армиларната сфера в Китай датира от астрономите Шъ Шън и Ган Дъ през 4 век пр. н.е., т.к. те са били оборудвани с примитивен еднопръстен армиларен инструмент. Това би им позволило да измерват северното полярно разстояние (деклинация), което дава позицията в xiu (ректасцензия). Датирането на Нийдъм от 4 век обаче е отхвърлено от британския синолог Кристофър Кълън, който проследява началото на тези устройства до 1 век пр. н.е.

## Описание и употреба
Чрез преместване на армиларните пръстени теоретично може да се демонстрира как звездите и другите небесни обекти се движат в небето.
Външните части на тази машина са месингови пръстени, които представляват основните кръгове на небесата:
1. Небесен екватор (А) – пръстен, разделен на 360 градуса (започвайки от пресичането му с еклиптиката в овен) за показване на ректасцензията на слънцето в градуси; а също и в рамките на 24 часа, за да покаже ректасцензиято във времето.
2. Еклиптика (B) – пръстен, разделен на 12 знака, всеки от които на 30 градуса, а също и на месеците и дните в годината; по такъв начин, че степента или точката на еклиптиката, в която се намира Слънцето във всеки един ден, да стои над този ден в кръга на месеците.
3. Тропик на Рака (С), докосвайки еклиптиката в началото на Рака в д, и тропикът на Козирог D, докосвайки еклиптиката в началото на Козирог във f; всеки 23½ градуса от равноденствения кръг.
4. Северен полярен кръг (E) и Антарктическият кръг F, всеки 23½ градуса от съответния полюс в N и S.
5. Еквиноциалното ядро (G) – меридианът или големият кръг на небесната сфера, който преминава през небесните полюси (север и юг) и през равноденствените точки Овен и Везни.
6. Солстициалният хълм (H) – меридианът или големият кръг на небесната сфера, който преминава през небесните полюси, и двете слънцестоения: първата точка на Рака и първата точка на Козирога, в еклиптиката. Всяка четвърт от тези два основни меридиана в астрономията е разделена на 90 градуса, от равноденствието до полюсите на света, за да покаже деклинацията на Слънцето, Луната и звездите

## Хералдика
Армиларната сфера се използва често в хералдиката и вексилологията, като е известна главно като символ, свързан с Португалия, Португалската империя и португалските открития.

### Португалия
Армиларна сфера е изобразена на националния флаг на Португалия. Армиларната сфера е представена и в португалската хералдика, свързана с португалските открития през епохата на изследванията.
В края на 15 век армиларната сфера се превръща в лична емблема на бъдещия крал на Португалия Мануел I, когато той все още е принц. Мануел I я ползва в своя щандарт и на ранната китайска керамика за износ, направена за португалския двор. Интензивното използване на тази емблема в документи, паметници, знамена и други, по време на управлението на Мануел I, трансформира армиларната сфера от прост личен символ в национален, който представлява Кралство Португалия и по-специално отвъдморската империя. Като национален символ армиларната сфера продължава да се използва и след смъртта на Мануел I.
Армиларната сфера е въведена отново в националния герб на Португалия и в националното знаме на Португалия през 1911 година.

### Бразилия
През 17 век армиларната сфера се свързва с португалското владение Бразилия (виж Вицекралство Бразилия). През 1815 г., когато Бразилия придобива статут на кралство, обединено с това на Португалия, нейният герб е формализиран като златна армиларна сфера в синьо поле. Представлявайки Бразилия, армиларната сфера също присъства в гербовете и знамето на Обединено кралство Португалия, Бразилия и Алгарве. Когато Бразилия става независима като империя (виж Бразилската империя) през 1822 г., армиларната сфера продължава да присъства в нейните национални гербове и в националното ѝ знаме. Небесната сфера на сегашното знаме на Бразилия заменя армиларната сфера през 1889 година.